# روهان تشاند
روهان تشاند (بالإنجليزية: Rohan Chand)‏ هو ممثل امريكي متقاعد ولد في 25 يناير 2004. من أشهر أعماله فيلم كتاب الأدغال، وظهوره في فيلم ناج وحيد.